# 한오백년
한오백년(-五百年)은 강원도 민요의 하나로, 늦은중모리장단의 계면조 노래이다. 후렴으로 "한오백년 사자는데 웬 성화요."가 되풀이된다.
<한오백년>이라는 곡명은 이 민요의 받는소리 가사에서 비롯되었다. 이 노래는 강원도의 대표적인 통속민요이지만, 현재는 경기 명창에 의해 주로 불러지며 대중 가수들도 많이 부른다. 선율과 가사가 인생의 한을 읊으면서도 생생한 흥겨움과 열정이 있어, 한국인이면 누구나 따라 부르고 싶은 노래이다. 동부 지역의 음악 어법인 메나리토리(미, 솔, 라, 도', 레')로 되어있고, 박자가 다소 불규칙하지만 대개 느린 세마치장단이나 중모리장단에 맞는다. 장절 형식으로 받는소리의 낮은 음역과 메기는소리의 높은 음역의 선율진행이 극적 대비를 이루는 것이 특징이며, 메기는소리가 받는소리보다 선율이 좀 길다.

## 노랫말
받는소리

아무렴 그렇지 그렇고 말고 한 오백년 살자는데 웬 성화요

메기는 소리

1. 한 많은 이 세상 야속한 임아 정을 두고 몸만 가지 눈물이 나네

2. 백사장 세모래밭에 칠성단을 뭇고 임 생겨 달라고 비나이다

3. 청춘에 짓밟힌 애끊는 사랑 눈물을 흘리며 어디로 가리

4. 한 많은 이 세상 냉정한 세상 동정심 없어서 나는 못 살겠네

5. 꽃답던 내 청춘 절로 늙어 남은 반생을 어느 곳에다 뜻 붙일꼬 (후략)

## 참조
1. ↑  국립국악원